# Dogfighter
DogFighter es un videojuego de acción y combate aéreo para Microsoft Windows.
Desarrollado por el desarrollador de videojuegos independiente Dark Water Studios con sede en Derry, Irlanda del Norte, DogFighter se distribuye digitalmente a través del cliente de juegos Steam de Valve para Windows. El juego fue lanzado el 14 de junio de 2010.
DogFighter es el primer título de videojuego comercial que utiliza Instinct Engine.
Ciento veinte servidores dedicados y 20 servidores de demostración dedicados se pusieron en línea el 17 de agosto de 2010, alojados por Multiplay.

## Jugabilidad
DogFighter consta de niveles para un jugador, así como mapas multijugador donde los jugadores se reúnen en línea para jugar unos contra otros. DogFighter presenta diferentes aviones que varían en velocidad, agilidad y capacidades de defensa.
DogFighter consta de niveles para un jugador, así como mapas multijugador donde los jugadores se reúnen en línea para jugar unos contra otros. DogFighter presenta diferentes aviones que varían en velocidad, agilidad y capacidades de defensa.
Se lanzó un modo de juego "Lone Wolf" con la versión de actualización 1.0.2.4 en los modos de juego para un jugador y multijugador.
Un avance teaser, lanzado a través de YouTube el 4 de febrero de 2010, mostró una variedad de artesanías y entornos.

## Tecnología
DogFighter utiliza Instinct Studio 2.0, una solución de middleware multiplataforma creada por Instinct Technology. El juego también usa nVidia PhysX, Scaleform y Fmod.
Las características tecnológicas clave utilizadas en DogFighter incluyen renderizado diferido y tecnologías de paisaje / exterior a interior sin fisuras.

## Recepción
DogFighter fue bien recibido. El sitio de revisión de juegos para PC GameRamble.com otorgó a DogFighter una puntuación de 9/10, elogiándolo por tener "toda la diversión y la locura de un juego de disparos en primera persona pero con dimensiones adicionales", además de tener gráficos detallados y estilistas.
Christopher Holt, editor de GamePro, otorgó a DogFighter cuatro de cinco estrellas, afirmando que fue "Combate multijugador frenético y divertido; excelente lista de aviones e interesante arsenal fc; mapas geniales".
Obtuvo una puntuación de 7/10 del blog de videojuegos RipTen, quien citó sus puntos fuertes como "El divertido combate aéreo hecho de la manera correcta" y "Los aviones y las armas se mezclan y equilibran perfectamente".
El sitio web de la guía del jugador, Kotaku, elogió a DogFighter por ser "Team Fortress 2 con un modo de supremacía aérea", además de comentar positivamente sobre el sistema de control de alta respuesta, los gráficos y la premisa simple del juego.
El sitio web de noticias de videojuegos GamingBolt.com comentó positivamente sobre la estética visual general de DogFighter y los modelos de aviones extremadamente detallados, así como sus potenciadores únicos como armas reales y cohetes buscadores de calor.
DogFighter fue nombrado sexto entre los diez mejores juegos, por unidad de ventas, para octubre de 2010 en la plataforma de distribución digital Steam por vender 67,000 copias.
El sitio web alemán de tecnología y juegos Zockon dio el lanzamiento minorista alemán de DogFighter 7/10, citando entre sus fortalezas una buena combinación de controles de acción y simulación, modelos 3D bien construidos, una combinación sólida de modos de juego y multijugador en línea sin complicaciones.
El crítico británico de juegos y comentarista de deportes electrónicos TotalBiscuit elogió a DogFighter, pero citó los aviones invisibles como una de sus fallas.

## Banda sonora
A High Score Productions se le atribuye el diseño de sonido, los efectos y la banda sonora.

## Lanzamiento al por menor
En marzo de 2011, el editor de juegos con sede en Berlín Just A Game lanzó una versión minorista en caja de DogFighter. Esta versión incluía una nave exclusiva, "The Badger", y soporte completo de localización para países de habla alemana.
En abril de 2011, el editor de juegos con sede en Moscú Logrus lanzó una versión minorista en caja de DogFighter. Esta versión incluye soporte de localización completo para países de habla rusa.